# میرزا مهدی (پسر بهاءالله)

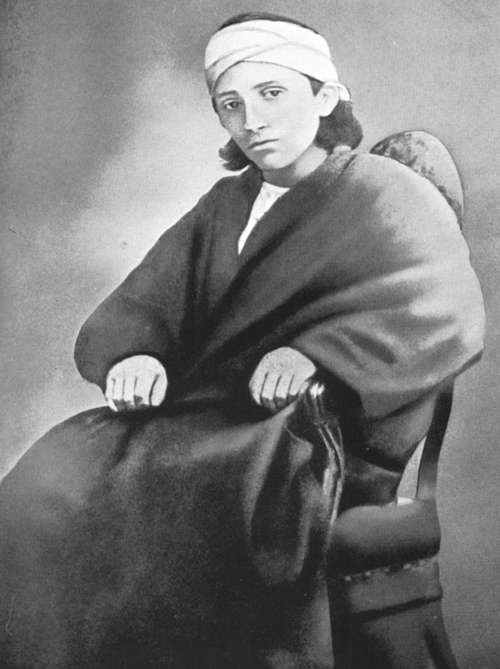
پرترهٔ غُصنِ اَطهَر در نوجوانی.

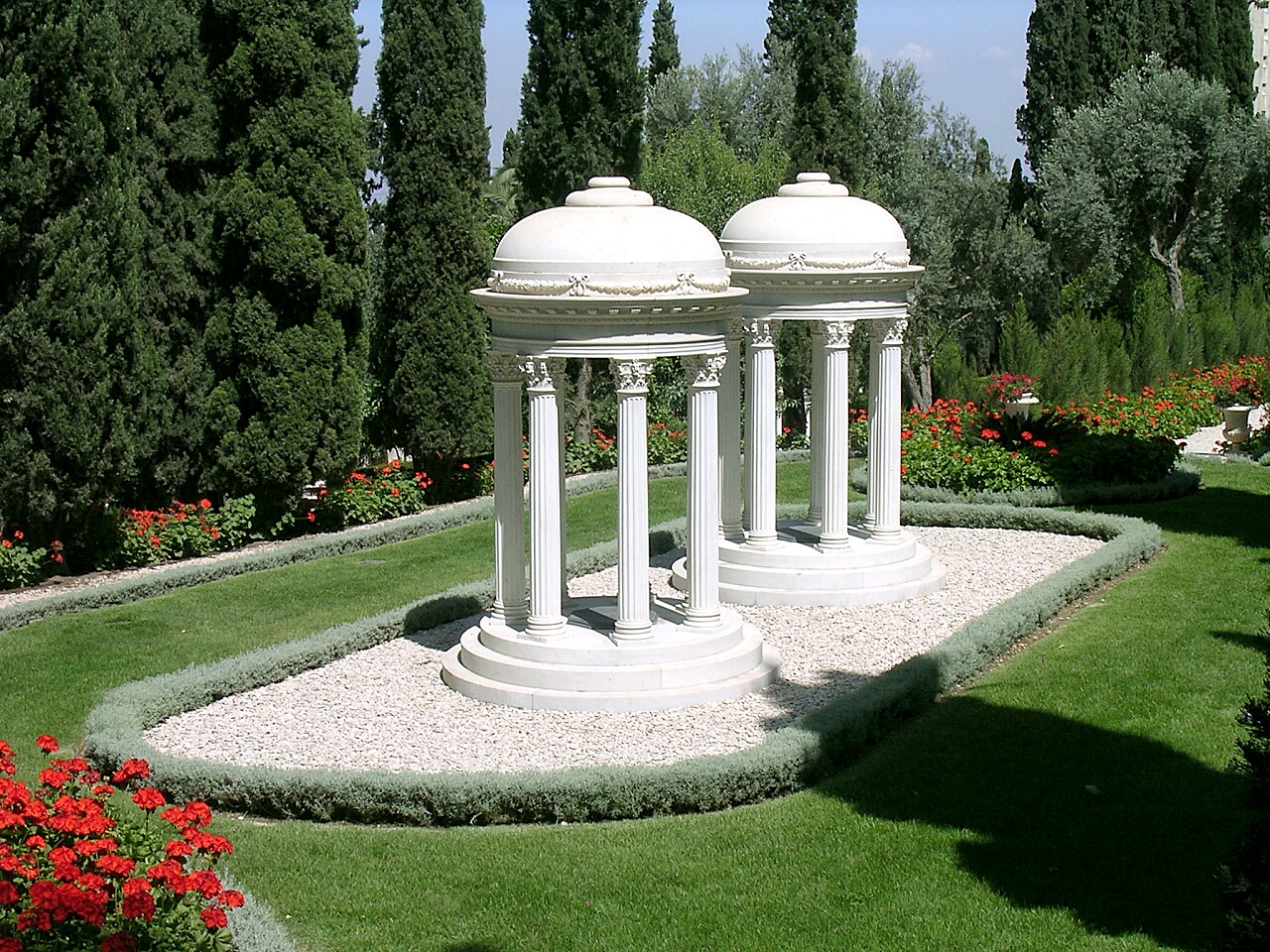
آرامگاه غُصنِ اَطهَر در کنار آرامگاه مادرش آسیه‌خانم در مرکز جهانی بهایی.

میرزا مهدی نوری (۱۸۴۸ م. در تهران - ۱۸۷۰ م. در عکا) ملقب به غُصنِ اَطهَر، پسر بهاءالله و آسیه‌خانم بود. میرزا مهدی در سال ۱۸۷۰ میلادی و در ۲۲ سالگی، بر اثر سقوط از نورگیر سقفی زندان، در عکا درگذشت و بعدها در باغ‌های بهایی در کوه کرمل دفن شد.

## زندگی
بهاءالله، به دلیل اعتقادات بابی، هنگامی که پسر کوچکش میرزا مهدی، چهار سال داشت، دستگیر و زندانی شد و همسر و فرزندان او دچار سختی و تنگدستی شدیدی شدند. بعد از خلاصی از زندان، بهاءالله به همراه همسر و فرزندان به بغداد، تبعید شد. میرزا مهدی در آن زمان به علت بیماری به بعضی از اقوام در ایران سپرده شد و بعدها در سن دوازده سالگی به خانواده در بغداد پیوست. از آن پس وی در تمام تبعیدها همراه پدر بود و به عنوان یکی از کاتبان او فعالیت می‌کرد. در سن ۲۲ سالگی در حالی که بر سقف زندان عکا غرق در دعا بود از نورگیر سقف سقوط کرد و جراحات وارده بر قفسهٔ سینه باعث مرگ وی شد. او پیش از مرگ از بهاءالله درخواست نمود که موانعی که بر سر راه بهائیان برای دیدار بهاءالله وجود دارد رفع گردد. شوقی افندی بعدها پیکر او و مادرش آسیه را به دامنهٔ کوه کرمل در باغ‌های بهائی منتقل کرد.